# Otto Eis
Otto Eis, auch Osso van Eyss, (geboren als Otto Eisler 19. März 1903 in Budapest, Österreich-Ungarn; gestorben 12. Mai 1952 in Hollywood) war ein österreichischer Drehbuchautor.

## Leben
Otto Eisler war ein Sohn des Bauunternehmers Armin Eisler und der Szerene Horowitz. Er kam als kleines Kind nach Wien, wo er das Realgymnasium besuchte und 1920 die Matura machte. Er schrieb zunächst Zeitungsartikel, Humoresken, Erzählungen und Kriminalromane, einige davon in Zusammenarbeit mit seinem jüngeren Bruder Egon Eis (1910–1994). Ende der zwanziger Jahre folgte er Egon nach Berlin. Mit Beginn der Tonfilmära war Eis an vier Filmdrehbüchern beteiligt, stets an der Seite Egons. Seine letzte Beteiligung an einer deutschen Produktion war die Storyvorlage zu Alfred Zeislers Inszenierung Der Stern von Valencia, die er mit Rudolf Katscher anfertigte.
Infolge der Machtergreifung 1933 gingen die jüdischen Brüder Otto und Egon nach Wien. Dort verfasste Otto einige Bühnenstücke. Eines von ihnen, das er in Zusammenarbeit mit Egon und Gina Kaus verfasste, wurde 1937 in Frankreich unter dem Titel Prison sans barreaux verfilmt. Ein anderes, das zusammen mit Egon und Hans J. Rehfisch verfasste Stück Wasser für Canitoga (1936), wurde 1938/39 ohne Namensnennung der verfemten Originalautoren mit großem Erfolg in Deutschland mit Hans Albers verfilmt.
Nach dem Anschluss Österreichs floh Otto Eis 1938 nach Paris. Dort wurde er 1940 als „feindlicher Ausländer“ zunächst interniert. Noch im selben Jahr gelang ihm jedoch zusammen mit Oskar Karlweis und dem Autorenkollegen Friedrich Torberg via Spanien und Portugal die Flucht nach Kuba und in die USA, wo er im März 1941 eintraf. Otto Eis hatte große Schwierigkeiten, in seinem angestammten Beruf unterzukommen. In Hollywood ließ man ihn lediglich Treatments zu Filmen verfassen, die nie gedreht werden sollten. Einige von ihnen entstanden wiederum in Zusammenarbeit mit Egon. 1941 lieferte Otto Eis die Storyvorlage zu dem B-Picture I Was a Prisoner on Devil’s Island.
1948 kam es zur einzigen Beteiligung an einem Drehbuch in Hollywood, Big Jack, das er unter dem Pseudonym Osso van Eyss mit zwei Co-Autoren verfasste. Otto Eis starb völlig vergessen und weitgehend mittellos vier Jahre darauf.

## Filmografie
nur Drehbücher (keine Storyvorlagen)
- 1931: Die Pranke
- 1931: Der Zinker
- 1932: Teilnehmer antwortet nicht
- 1932: Schuß im Morgengrauen
- 1949: Big Jack